# Diano San Pietro
Diano San Pietro é uma comuna italiana da região da Ligúria, província de Impéria, com cerca de 1.022 habitantes. Estende-se por uma área de 11 km², tendo uma densidade populacional de 93 hab/km². Faz fronteira com Diano Arentino, Diano Castello, San Bartolomeo al Mare, Stellanello (SV), Villa Faraldi.

## Demografia
| Variação demográfica do município entre 1861 e 2011                               |
|                                                                                   |
| Fonte: Istituto Nazionale di Statistica (ISTAT) - Elaboração gráfica da Wikipedia |